# Potápka západní
Potápka západní (Aechmophorus occidentalis) je druh potápky, který se vyskytuje v Severní a Střední Americe. Tato potápka je známá pro své nápadné vodní tance, které předvádí v době toku.

## Systematika
Druh formálně popsal americký ornitolog George Newbold Lawrence v roce 1858. Rozeznávají se následující dva poddruhy s tímto rozšířením:
- A. o. occidentalis (Lawrence, 1858) – Kanada, Spojené státy americké.
- A. o. ephemeralis Dickerman, 1986 – Mexiko.

Až do roku 1985 byla potápka západní a potápka Clarkova (Aechmophorus clarkii) považovány za tentýž druh. Moderní taxonomie je však odděluje jako samostatné druhy. Oba druhy sdílí většinu hnízdního habitatu a křížení není příliš běžné, avšak v případě zkřížení jsou potomci kříženců plodní. Samice potápky západní jsou o něco větší než samice potápky Clarkovy a mají kratší a tenčí zobák.

## Popis
Jedná se o vysokou potápku dosahující délky těla mezi 55–75 cm. Rozpětí křídel se pohybuje kolem 76–100 cm, váha je 0,8–1,8 kg. Temeno hlavy je černé a tato černá barva zasahuje až těsně pod oči. Šíje a zadní strana krku jsou černé. Hřbet a svrchní strana křídel jsou šedočerné, letky jsou částečně bílé. Hrdlo, přední strana krku a břicho jsou bílé. Duhovky jsou červené, dlouhý tenký zobák nezelenavě žlutý.
Ptáčata jsou obalena prachovým peřím, které je svrchu světle šedé, zespoda bílé. Oči obepíná tmavší skvrna. Ptáčata nemají nápadně pruhovanou hlavu nebo horní část těla, jak je tomu u většiny ostatních druhů potápek.

## Výskyt a stanoviště
Potápka západní hnízdí ne středozápadě Spojených států amerických, na jihozápadě Kanady a v Mexiku. Takřka celá kanadská a americká populace populace je tažná; k zimování dochází podél pacifického pobřeží. Přes pevninu táhnou potápky západní v noci, podél pobřeží někdy i během dne. Mexická populace je převážně stálá. Hnízdní habitat tvoří sladkovodní, případně mírně brakické vodní plochy včetně močálů, jezer, rybníků a nádrží. Na zimovištích obývá hlavně mořské habitaty estuárů a zálivů, občas i sladkovodní habitaty ostrovů. Celková početnost potápky západní byla v roce 2018 odhadnuta na 80–90 tisíc dospělců.

## Biologie a chování
Potápka západní má bohatý hlasový repertoár. Jednotlivé vokální projevy jsou spojovány s různými sociálními situacemi od hnízdění po poplašné volání. Živí se převážně rybami, a to jak mořskými, tak sladkovodními. Může ulovit i ryby dlouhé až 21 cm. Potravu doplňuje korýši, červy a občas i hmyzem. Pro potravu se potápí na průměrnou dobu kolem 30 vteřin.

### Hnízdění

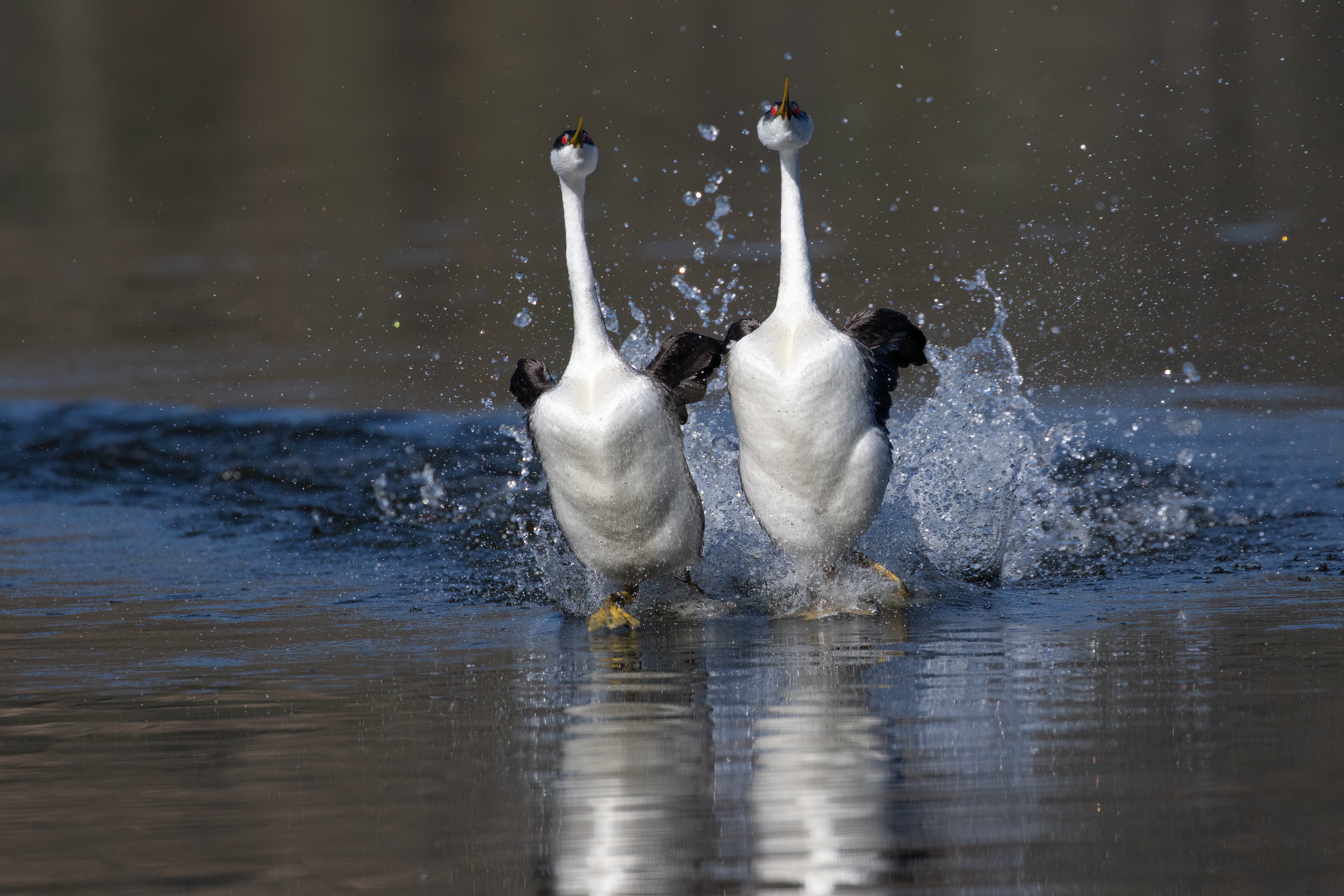
Pár potápek během námluv

Zahnízdění předchází propracované námluvy, které patří k nejokázalejším námluvám v celé ptačí říši. Potápky západní ponořují zobáky do vody, načež rychle vyšvihnou hlavy zpět vzhůru a s krky nataženými v nepřirozených úhlech namíří zobáky proti sobě. Samec doprovázen samicí poté rychle tzv. běží po vodě s křídly ve ztuhlé, částečně roztažené pozici po stranách těla, načež se po několika uražených metrech náhle společně ponoří pod hladinu. Potápky západní takto mohou uběhnout i 20 metrů a takovýto běh trvá až 20 vteřin. Tento tzv. vodní tanec (water dance) je obyčejně prováděn samcem a samicí, avšak někdy jej předvádí dva samci, kteří se snaží nalákat pozornost samic, nebo samice a několik samců, kteří o samici soupeří. Vedle tohoto vodního tance předvádějí potápky západní řadu dalších ritualizovaných póz, které zahrnují např. přenášení vodních rostlin v zobáku.
Potápka západní hnízdí v koloniích, které mohou zahrnovat i stovky až tisíce hnízd. Občas může utvářet smíšené kolonie s potápkou Clarkovou, jindy zase hnízdí samostatně. Ve Spojených státech amerických dochází k zahnízdění od května do července, v teplejším Mexiku od května do října. Samice klade 3–4 vejce do hnízda postaveného na vodě. Byla zaznamenána hnízda o 16 vejcích, což však bylo výsledkem snůšek několika samic. Inkubace trvá 21–28 dní.